# 나바그라하
나바그라하(산스크리트어: नवग्रहाः)는 인도 천문학과 인도 점성술에서 언급되는 9개의 천체와 그들을 신격화한 신을 가리킨다. 불교가 중국으로 전래되면서 구요성(九曜星)으로 한역되었다. 태양과 달을 포함 5곳의 행성 즉 수성, 금성, 화성, 목성, 토성과 백도와 황도의 교점인 승교점의 나후와 강교점의 계도를 합한 9곳을 이르는 말이다.

## 일람
| 신 | Surya  | Candra | Anggaraka | Budha | Wrehaspati   | Sukra  | Sani | Rahu | Ketu |
| 신 | 수리야 | 찬드라 | 망갈라    | 부다  | 브리하스파티 | 슈크라 | 샤니 | 라후 | 케투 |

| 신(神)              | 범자(梵字) | 영어（）内は簡易表記                      | 음차표기      | 의역      | 해당 천체           | 색상         | 사계절 | 성   | 방위 | 보석            | 원소     |
| ------------------- | ---------- | ----------------------------------------- | ------------- | --------- | ------------------- | ------------ | ------ | ---- | ---- | --------------- | -------- |
| 수리야              | सूर्य        | Sūrya (Surya)                             | 蘇利耶        | 일요의 별 | 태양                | 금색         | 여름   | 남성 | 동부 | 루비            | 불       |
| 찬드라 / 소마       | चंद्र / सोम   | Candra (Chandra) / Soma                   | 戰捺羅 / 蘇摩 | 월요의 별 | 달                  | 은빛         | 겨울   | 남성 | 서북 | 진주            | 물       |
| 망갈라              | मंगल        | Maṅgala (Mangala)                         | 盎哦囉迦      | 화요의 별 | 화성                | 적색         | 여름   | 남성 | 남   | 산호            | 불       |
| 부다                | बुध         | Budha (Budha)                             | 部陀          | 수요의 별 | 수성                | 녹색         | 가을   | 남성 | 북   | 에메랄드        | 토       |
| 브리하스파티        | बृहस्पति      | Bṛhaspati (Brihaspati)                    | 勿哩訶娑跛底  | 목요의 별 | 목성                | 노란색       | 겨울   | 남성 | 동북 | 옐로우 사파이어 | 아이테르 |
| 슈크라              | शुक्र        | Śukra (Shukra)                            | 戌羯羅        | 금요의 별 | 금성                | 백색/ 노란색 | 봄     | 여성 | 동남 | 다이아몬드      | 물       |
| 샤니 / 샤나이슈챠라 | शनि / शनैश्चर | Śani (Shani) / Śanaiścara (Shanaishchara) | 賖乃以室折囉  | 토요의 별 | 토성                | 흑색/ 청색   | 사계절 | 양성 | 서쪽 | 블루 사파이어   | 공기     |
| 라후                | राहु         | Rāhu (Rahu)                               | 羅睺          | 羅睺星    | 달의 승교점         | 블루         | -      | 남성 | 서남 | 안드라다이트    | 공기     |
| 케투                | केतु         | Ketu                                      | 計都          | 計都星    | 달의 강교점(降交点) | 회색         | -      | 양성 | -    | 크리소 베릴     | 토       |

찬드라와 소마는 다른 신이지만, 달의 신으로서는 동일시된다.
일부 경전 등에서는 케투에 대해서 달의 원지점(遠地点), 혜성이나 유성이라고 하는 이설을 취하기도 한다.
당나라 대에 당시 중앙아시아와 인도에서 유행하던 점성술 서적을 번역한 서적인 수요경에서는 몇몇 나바그라하의 한역을 다소 다르게 표기한다. 태양의 경우 아니저야(阿你底耶), 달은 소상마(蘇上摩), 화성은 분앙성아라가앙(糞盎聲哦囉迦盎)으로 표기한다. 나머지의 경우는 위 표와 똑같이 표기한다.

## 인도 신화
이들 대부분이 인도 신화에 등장한다.
수리야, 소마, 브리하스파티는 『리그 베다』를 비롯한 여러 성전에 보인다.
또 부다는 이다(이다가 주술로 여성화한 인물로 이라라고도 함)와의 사이에, 우르바시와의 사랑 이야기로 알려진 후르라바스를 얻었다.

## 라후와 케투
달의 교점(황도와 백도의 교점)에서 승교점이 라후, 강교점이 케투이다. 샤니, 라후, 케투는 흉조를 나타내는 별로서 남인도의 사원(寺院)에서는 자주 섬겨진다. 달의 교점은 일식과 월식의 식(食)과 깊은 관련이 있기에 신화화되었고 인도 신화의 브라만교 성전(聖典)인 《베다》에 따르면 유해교반 때에 불로불사의 영약 암리타를 훔쳐마셨지만 태양신 수리야와 달의 신 찬드라의 고발로 들킨 후 비슈누가 날린 수다르샨차크라에 목이 베이면서 암리타를 마신 목은 라후가 되고, 몸통은 케투라는 별이 되었다. 라후는 수리야와 찬드라를 삼키지만 몸체가 없었기 때문에 곧바로 다시 수리야와 찬드라는 바깥으로 나왔고, 이것이 일식과 월식의 기원이 되었다.
훗날 라후(羅睺)는 「장애가 되는 것」이라는 의미가 되었고, 석가모니가 그 아들의 이름을 라후라(Rāhula), 羅睺羅)라고 붙였다고 한다.

## 같이 보기
- 점성술의 행성

1. ↑  “단락/경판 - 불교학술원 아카이브 모바일”. 2022년 8월 19일에 확인함.